# Liste des phares du Costa Rica

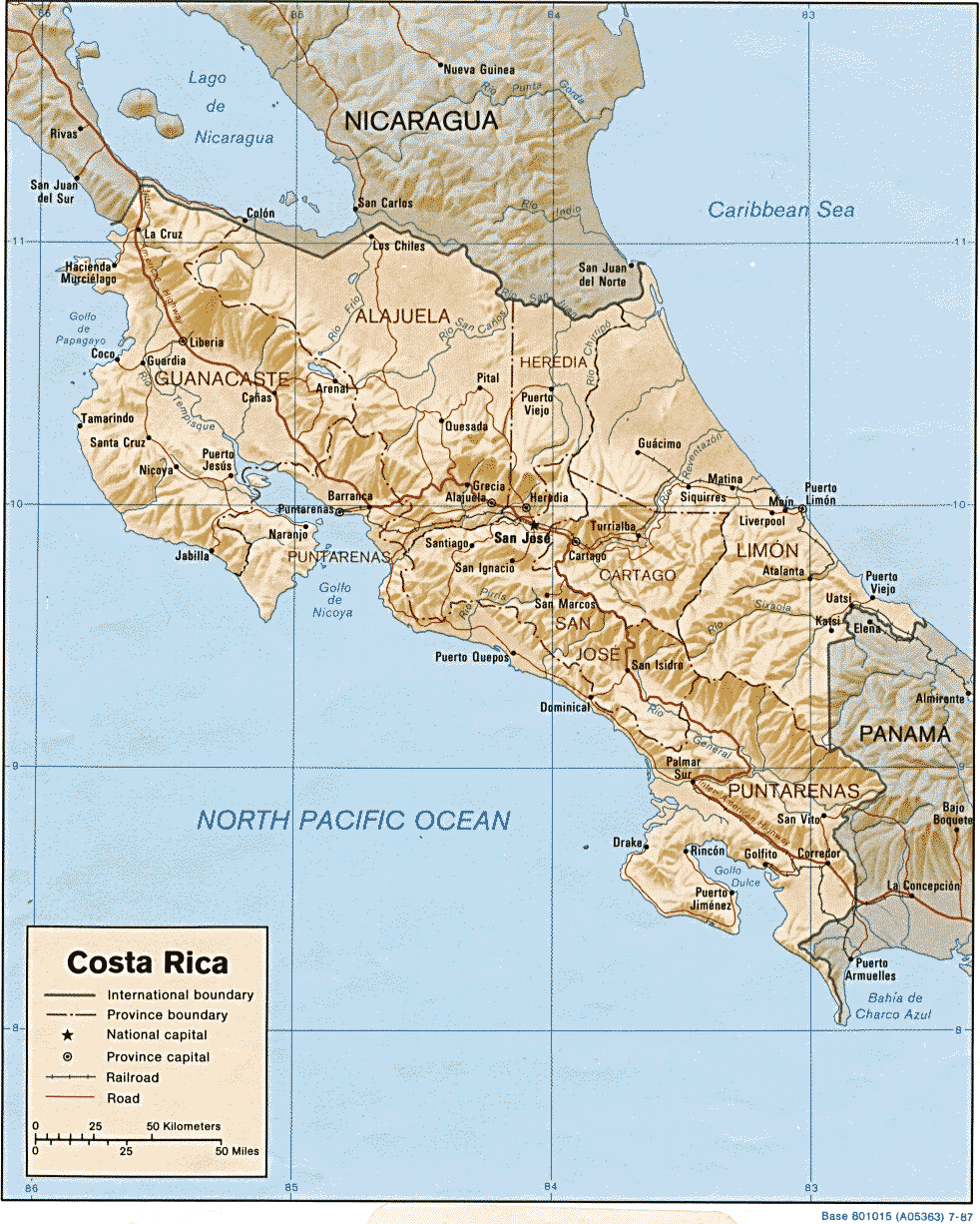
Carte du Costa Rica

Liste des phares du Costa Rica : Le Costa Rica se situe entre le Nicaragua et le Panama. Il a une partie de son littoral sur l'océan Pacifique au sud, et sur la mer des Caraïbes au nord.
Les aides à la navigation au Costa Rica sont réglementées par la Division des ports maritimes (División Marítimo Portuaria), une agence du Ministerio de Obras Públicas y Tranportes (MOPT) . Sur la côte pacifique, les phares sont gérés par l'Instituto Costaricense de Puertos del Pacífico INCOP , une agence relativement nouvelle qui gère tous les ports du Pacifique. La JAPDEVA, l'autorité portuaire et responsable du développement de la côte caraïbe, entretient probablement les feux de la côte est.

## Mer des Caraïbes
| Nom                    | Lieu                          | Mise en service | Coordonnées                       | Image |
| ---------------------- | ----------------------------- | --------------- | --------------------------------- | ----- |
| Phare de Puerto Limón  | Puerto Limón Limón (province) | n/d             | 9° 59′ 20,3″ N, 83° 01′ 12,4″ O   |       |
| Phare de l'île Uvita   | Île Uvita Limón (province)    | 1891            | 9° 59′ 37,68″ N, 83° 00′ 40,68″ O | Image |
| Phare de l'île Pájaros | Île Pájaros Limón (province)  | n/d             | 10° 01′ 06″ N, 83° 04′ 36,3″ O    | Image |

## Océan Pacifique
| Nom                               | Lieu                                      | Mise en service | Coordonnées                       | Image |
| --------------------------------- | ----------------------------------------- | --------------- | --------------------------------- | ----- |
| Phare de Cabo Blanco (Costa Rica) | Île de Cabo Blanco Puntarenas (province)  | 2016            | 9° 32′ 31″ N, 85° 06′ 46″ O       |       |
| Phare de l'île de los Negritos    | Île de los Negritos Puntarenas (province) | 2011            | 9° 49′ 23″ N, 84° 50′ 44″ O       |       |
| Phare de Punta de Puntarenas      | Golfe de Nicoya Puntarenas (province)     | 2014            | 9° 58′ 42″ N, 84° 49′ 22″ O       |       |
| Phare de Puntarenas               | Puntarenas Puntarenas (province)          | 2014            | 9° 58′ 36″ N, 84° 51′ 04″ O       | Image |
| Phare de l'île Herradura          | Île Herradura Puntarenas (province)       | n/d             | 9° 37′ 39,5″ N, 84° 40′ 29,8″ O   | Image |
| Phare de Punta Quepos             | Quépos Puntarenas (province)              | 2010            | 9° 23′ 57,98″ N, 84° 10′ 32,77″ O | Image |
| Phare de l'île del Caño           | Île del Caño Puntarenas (province)        | 1940            | 8° 42′ 22,1″ N, 83° 53′ 23,1″ O   |       |
| Phare de Cabo Matapalo            | Péninsule d'Osa Puntarenas (province)     | n/d             | 8° 22′ 47,6″ N, 83° 17′ 36,6″ O   |       |
| Phare de Punta Curupacha          | Péninsule d'Osa Puntarenas (province)     | n/d             | 8° 38′ 06,2″ N, 83° 12′ 35,1″ O   |       |